# سی‌اس‌اس اپومتوکس
سی‌اس‌اس اپومتوکس (به انگلیسی: CSS Appomattox) یک کشتی بود که طول آن ۸۶ فوت (۲۶ متر) بود. این کشتی در سال ۱۸۵۰ ساخته شد.